# Мудьюга (посёлок)
Му́дьюга — посёлок в Онежском районе Архангельской области России, входит в состав муниципального образования «Кодинское».

## Этимология
Своё название поселение получило по реке Мудьюга. В свою очередь гидроним имеет финно-угорское происхождение и образован от вепс. и карел. muda — «ил, тина, грязь» с «речным суффиксом» -юга, восходящим к карел. jogi — «река».

## Географическое положение
Посёлок расположен на реке Мудьюга, в 76 км на восток от райцентра города Онега, к северу от озера Лазозеро и к югу от озёр Лахтог и Корбозеро. К западу от Мудьюги находится посёлок Глазаниха, к востоку — посёлок Кодино.

## История
С 1943 по 2002 год посёлок Мудьюга имел статус посёлка городского типа, после — центр Мудьюжского сельсовета. В 1963—1965 годах Мудьюга входила в состав Плесецкого промышленного района. С 2004 года — в составе муниципального образования «Кодинское».

## Население
| 1959 | 1970  | 1979  | 1989  | 2002 | 2010 | 2012 |
| ---- | ----- | ----- | ----- | ---- | ---- | ---- |
| 4078 | ↘1811 | ↘1410 | ↘1070 | ↘746 | ↘573 | ↗584 |

## Экономика
Мудьюга — железнодорожная станция Северной железной дороги на линии «Беломорск — Обозерская». Железнодорожные и лесозаготовительные предприятия.

## В культуре
Косвенно Мудьюга появлялась в сериале «Топи», в моменте когда главные герои в самом начале проезжают дорожный указатель, указывающий в деревню Топи и посёлок Мудьюга. Позже, в этом же сериале, Мудьюга постоянно упоминалась как место, откуда в Топи должно прибыть подкрепление, так как в населённом пункте пропал один из персонажей.